# François de la Chaise
François de la Chaise (25. srpna 1624, Aix-la-Fayette – 20. ledna 1709) byl francouzský jezuitský kněz, zpovědník francouzského krále Ludvíka XIV.

## Životopis
François de la Chaise se narodil na zámku Aix v Aix-la-Fayette, Puy-de-Dôme, Auvergne, jako syn Georgese d'Aix, seigneura de La Chaise, a Renée de Rochefort.
Z matčiny strany byl prasynovcem Pierra Cotona, zpovědníka Jindřicha IV. Stal se novicem Tovaryšstva Ježíšova ještě před dokončením studií v Lyonu. Tam po složení závěrečných slibů přednášel filozofii studentům přitahovaným jeho slávou ze všech částí Francie.
Otec de la Chaise byl díky vlivu Camille de Villeroy, arcibiskupa z Lyonu, v roce 1674 nominován na zpovědníka Ludvíka XIV., který ho za života pařížského arcibiskupa Harlaye de Champvallona pověřil správou církevního patronátu koruny. Zpovědník spojil svůj vliv s vlivem Madame de Maintenon, aby přiměl krále, aby definitivně ukončil vztah s Madame de Montespan. O Velikonocích navíc odmítl dát králi rozhřešení, dokud neukončí svůj hříšný vztah.

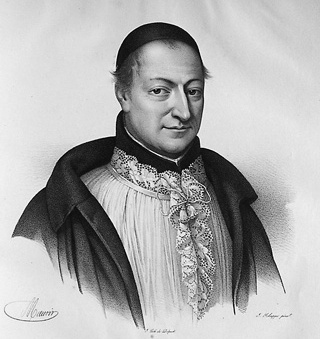
François de La Chaise (1624-1709)

S pádem Madame de Montespan a vládou Madame de Maintenon došlo k výraznému posílení jeho vlivu na krále. Tajný sňatek mezi Ludvíkem XIV. a Madame de Maintenon byl uzavřen za jeho přítomnosti ve Versailles. Následné ochlazení vztahů mezi ním a madame de Maintenon pravděpodobně nebylo následkem toho, že otec La Chaise trval na udržení sňatku v tajnosti. Během dlouhého sporu o nadvládu nad galikánskou církví mezi Ludvíkem XIV. a Inocentem XI. podporoval otec de la Chaise králův názor, i když využíval svého vlivu v Římě ke smírčímu jednání s papežskými úřady. Z velké části byl odpovědný za odvolání ediktu nantského.
Snažil se mírnit horlivost Ludvíka XIV. proti jansenistům a dokonce i jeho odpůrce vévoda de Saint-Simon jej chválí za jeho humánní a čestnou povahu. Otec de la Chaise měl trvalou náklonnost k arcibiskupovi Fénelonovi, která zůstala nezměněna ani po vydání papežské buly, která jansenismus odsoudila.
Navzdory svému stáří pokračoval ve svých povinnostech zpovědníka Ludvíka XIV. až do konce svého dlouhého života.

## Dědictví
Jméno otce de la Chaise se spojilo s domem a pozemkem kolem domu, kde žil, tehdy ještě za hranicemi Paříže. V roce 1804 zde Napoleon zřídil hřbitov – známý hřbitov Père Lachaise (doslova „Hřbitov Otce la Chaise“). Jeho jméno tak stále v Paříži rezonuje.
Lexikograf Philibert-Joseph Le Roux musel uprchnout do Bruselu poté, co publikoval Histoire du père La Chaize, jésuite et confeur du roi Louis XIV où l'on verra les intrigues secrettes qu'il a eues à la cour de France et dans toutes les cours de l'Europe brožuru proti de la Chaisovi.
William Hurt ztvárnil otce de la Chaise ve fantasy-dobrodružném filmu Králova dcera.